# میلوسلاو مچیر٬ جونیور
میلوسلاو مچیر، جونیور (انگلیسی: Miloslav Mečíř, Jr.؛ زادهٔ ۲۰ ژانویهٔ ۱۹۸۸) تنیس‌باز سابق اهل اسلواکی است.